# Chiesa dei Santi Pietro e Paolo Apostoli (Cornedo all'Isarco)
La chiesa dei Santi Pietro e Paolo Apostoli (in tedesco Kirche zu St. Peter und Paul) è la parrocchiale a Collepietra (Steinegg), frazione di Cornedo all'Isarco (Karneid) in Alto Adige. Appartiene al decanato di Bolzano-Sarentino della diocesi di Bolzano-Bressanone e risale al XIV secolo.

## Descrizione
La chiesa è un monumento sottoposto a tutela col numero 15233 nella provincia autonoma di Bolzano.